# گهرلیکوی خالدار
گهرلیکوی خالدار (نام علمی: Ptilorrhoa leucosticta) گونه‌ای از پرندگان خانواده Cinclosomatidae است که در ارتفاعات گینه نو یافت می‌شود. زیستگاه طبیعی آن جنگل‌های کوهستانی نمناک نیمه‌گرمسیری یا گرمسیری است.